# 火鱿科
火鱿科（学名：Pyroteuthidae）为管鱿目的一个科。

## 属
- 翼鱿属 Pterygioteuthis
- 火鱿属 Pyroteuthis